# Башня Меркурий
Ба́шня Мерку́рий (Меркурий-Сити-Тауэр, «золотая башня») — многофункциональный деловой комплекс, входящий в Московский международный деловой центр «Москва-Сити».

## Характеристики
Высота башни составляет 339 метров, это 75 надземных этажей и 5 этажей подземного паркинга.
Площадь надземной части составляет 143 181 м², подземной — 30 779 м², общая площадь — 173 960 м². Первые 40 этажей занимают офисы класса А+.
В здании размещается головной российский офис Japan Tobacco, которая в 2012 году выкупила 5 этажей общей площадью 10 тысяч м². Также арендаторами являются ГМК «Норильский никель», «Дикси» и др. В здании располагаются организации, связанные с группой компаний «Меркурий» Игоря Кесаева, владельца башни (ТК «Мегаполис» и др.).
На 40-м этаже здания расположена многофункциональная event-площадка Mercury Space площадью 975 м кв. Площадка обладает широким спектром возможностей для организации специальных мероприятий: конференции, торжественные приёмы, гала-ужины, свадьбы, вечеринки, модные показы.
Начиная с 42 этажа в башне расположено 137 апартаментов площадью от 90 м².
Апартаменты, офисная и общественная части здания имеют отдельные входы. Также в жилой зоне работает консьерж-служба с обслуживанием в апартаментах.
Перемещение между этажами обеспечивают 29 лифтов, включая 10 лифтов системы Twin с 2 кабинами, независимо друг от друга перемещающимися в общей шахте по общим направляющим.

## Ход строительства

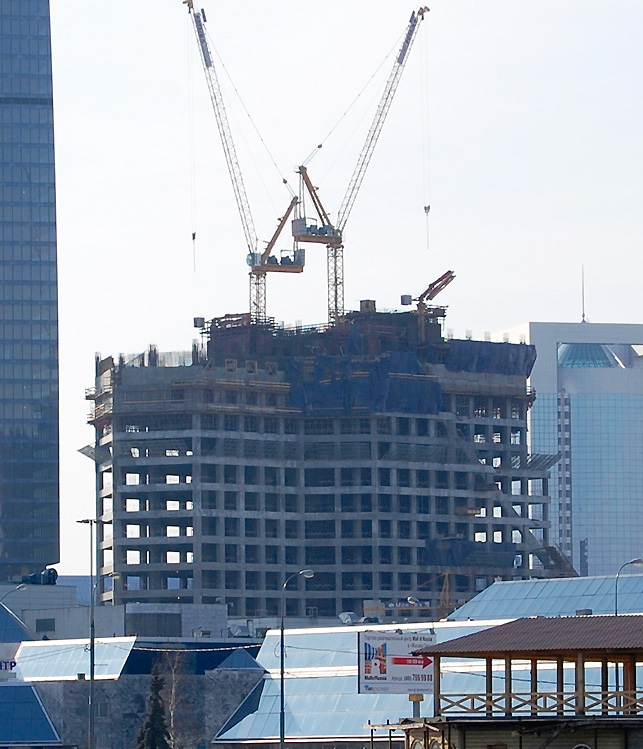
28 марта 2010
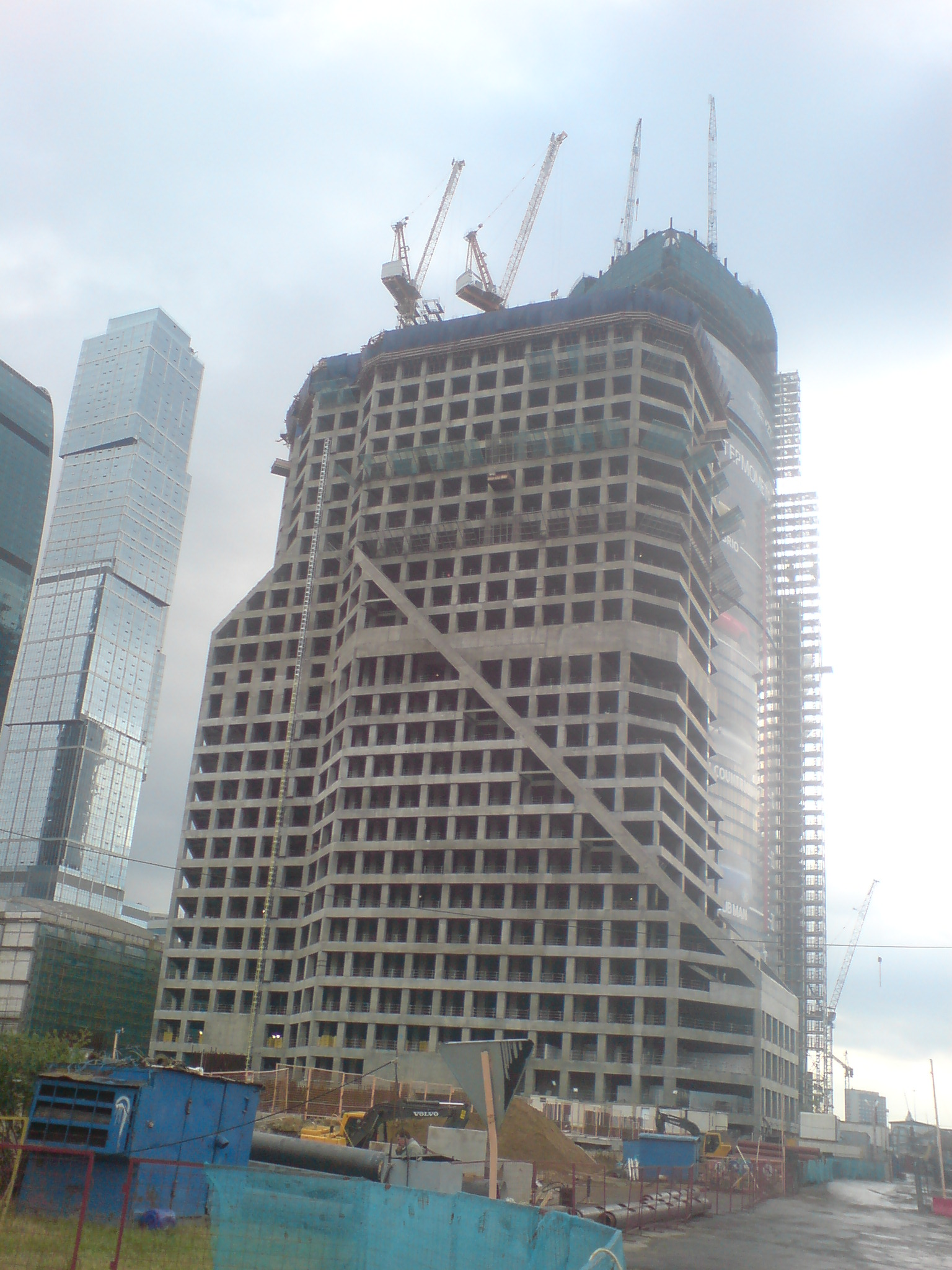
22 августа 2010
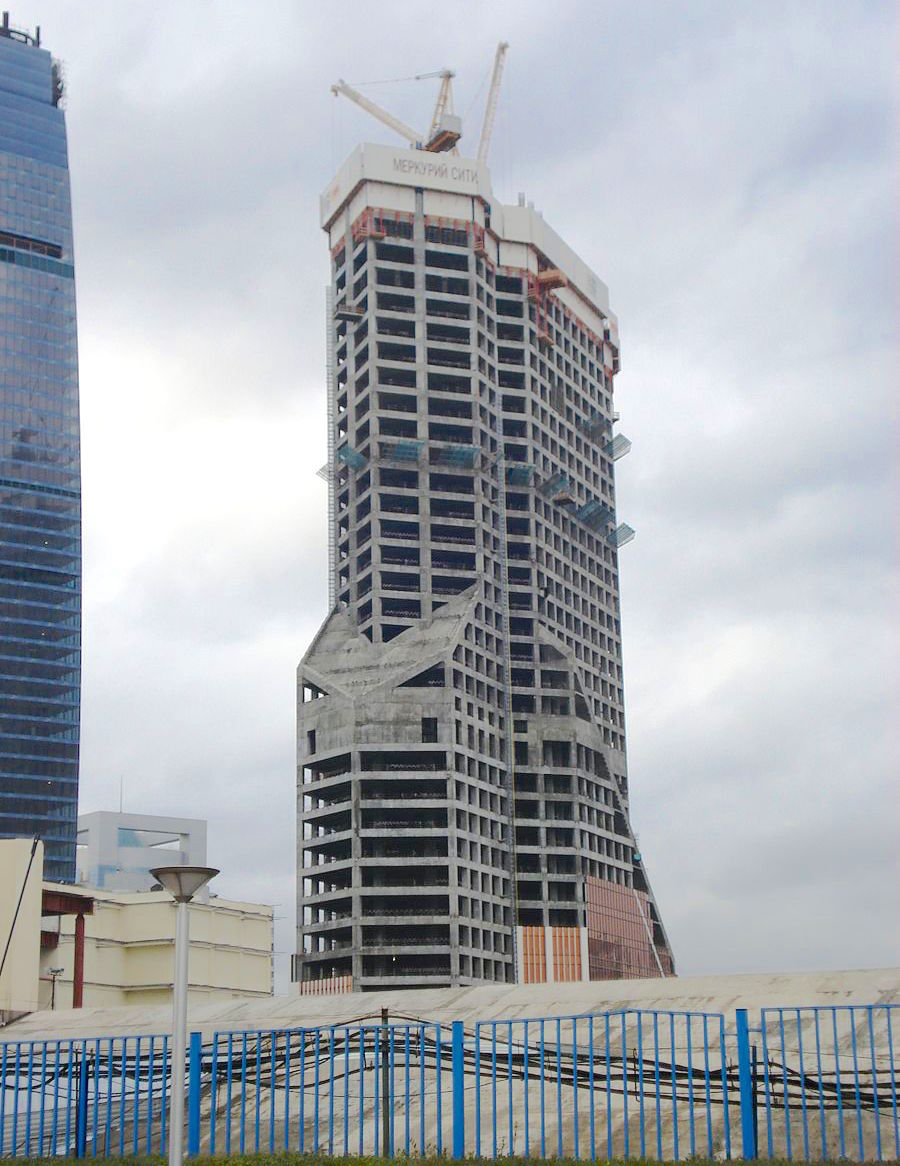
10 ноября 2010
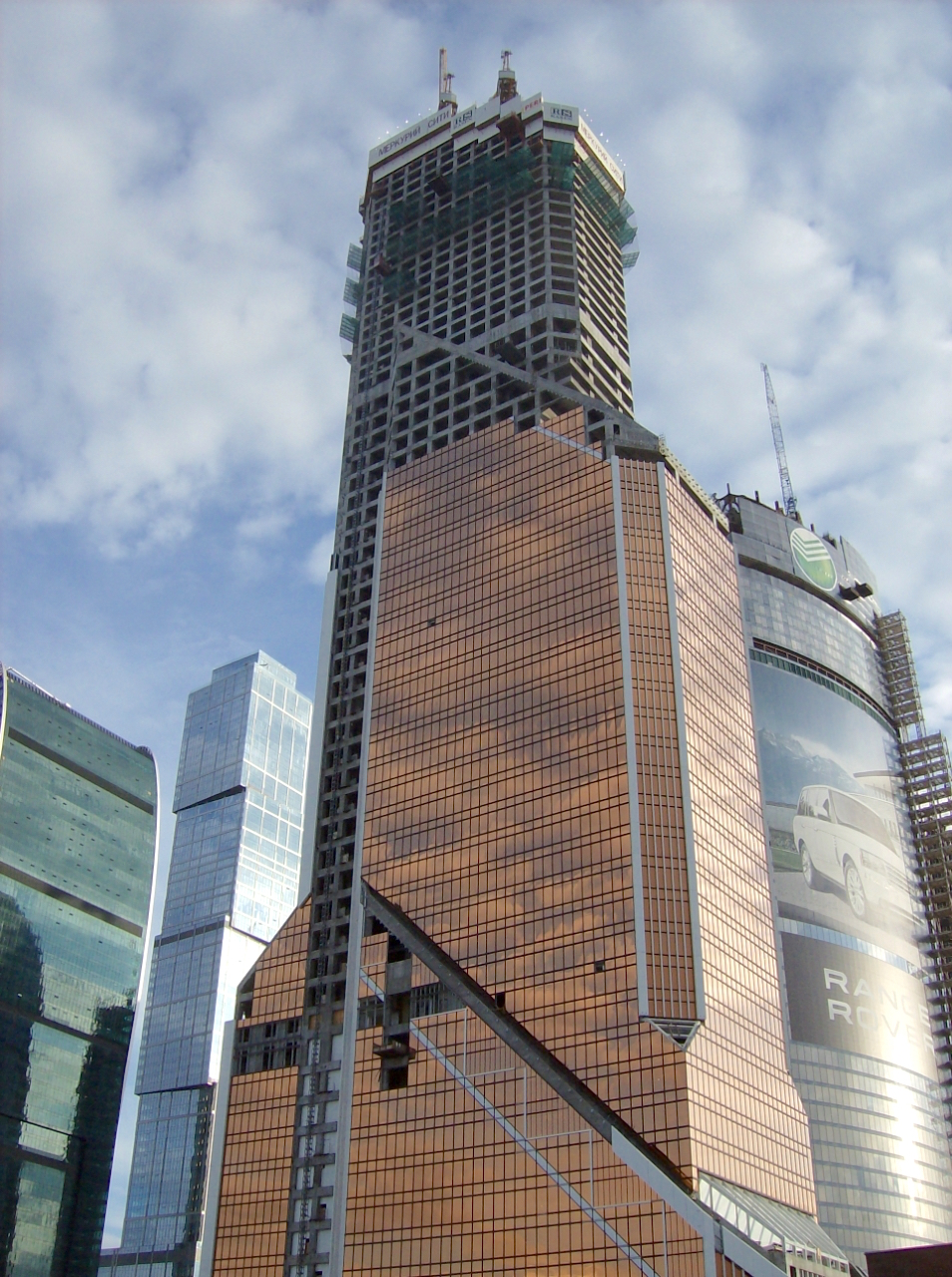
1 августа 2011
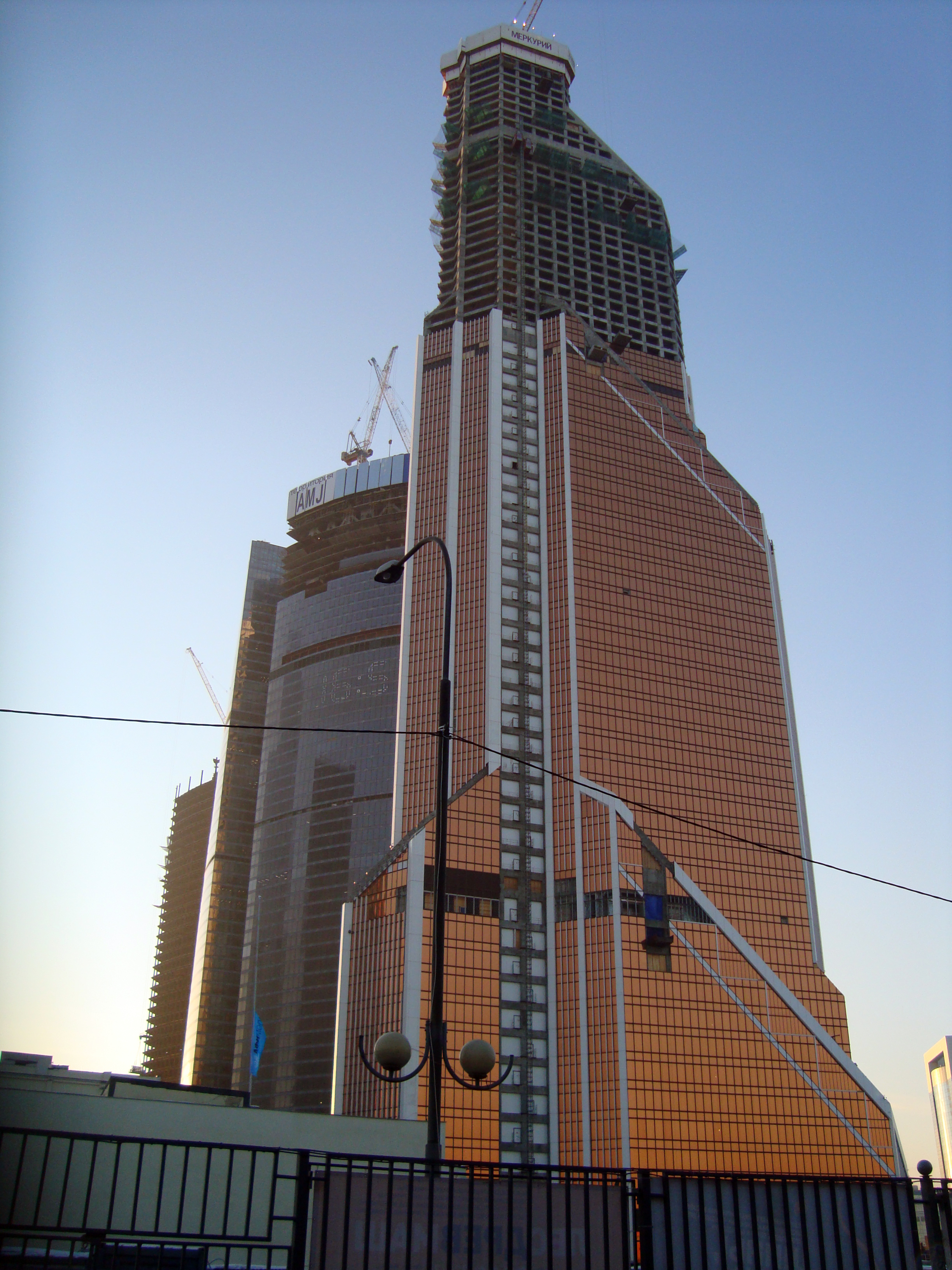
25 января 2012
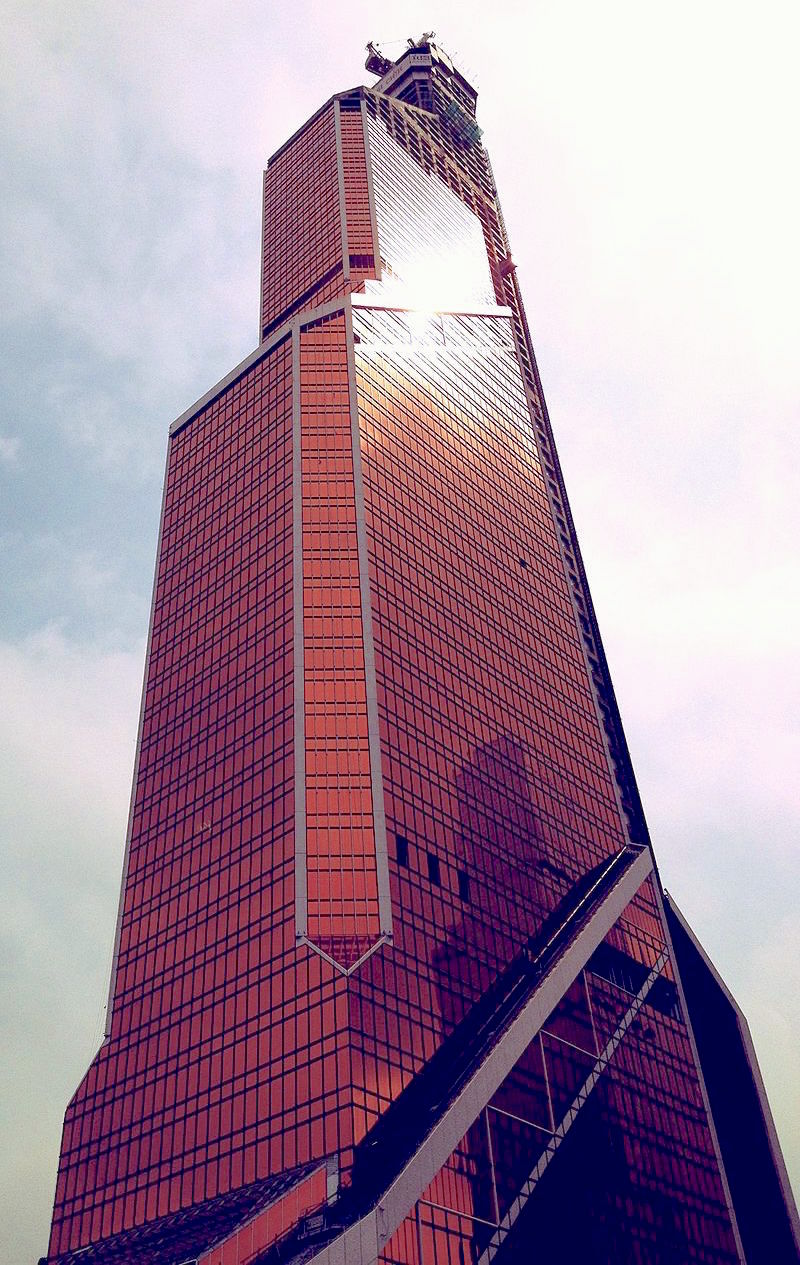
3 июля 2012
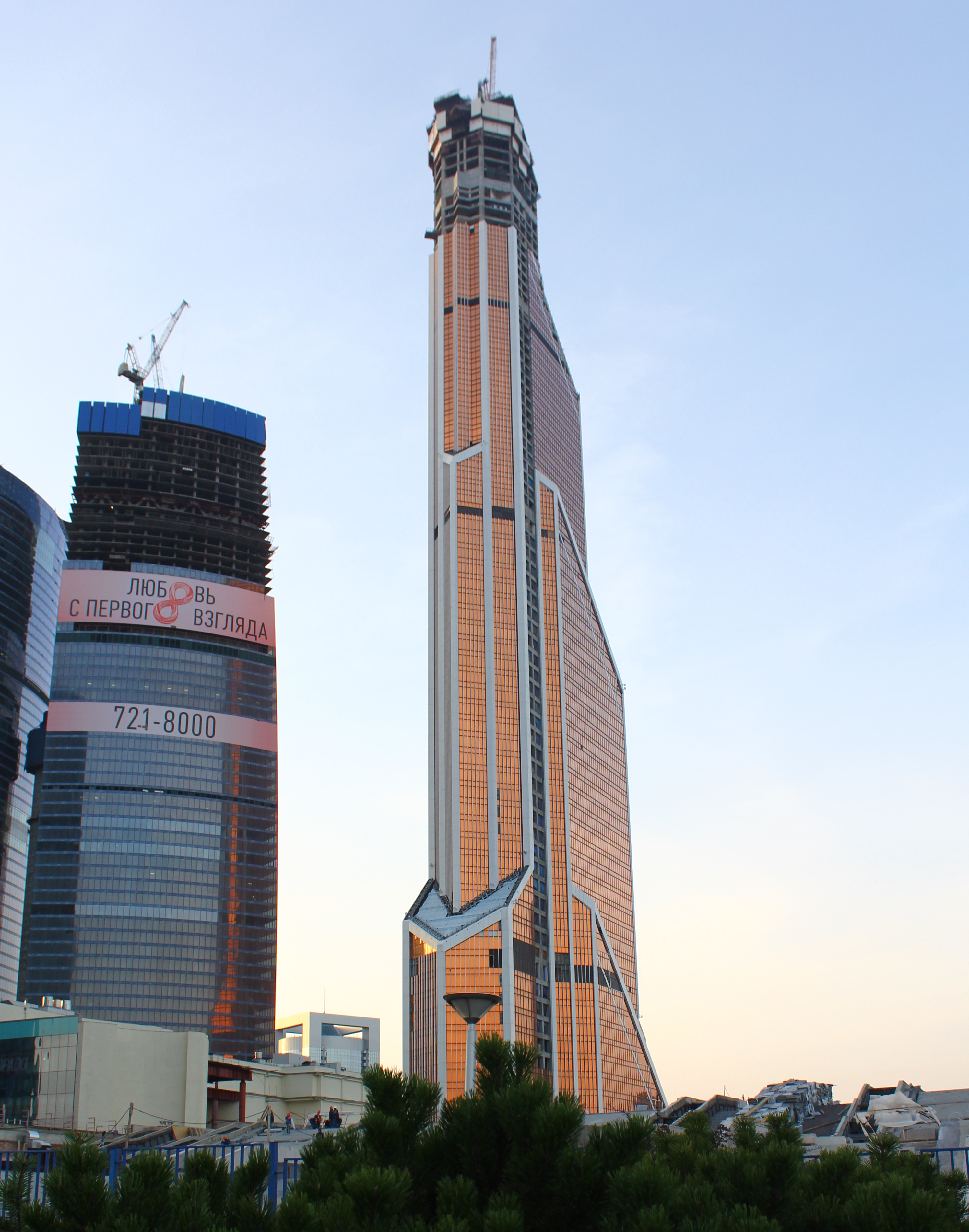
20 октября 2012
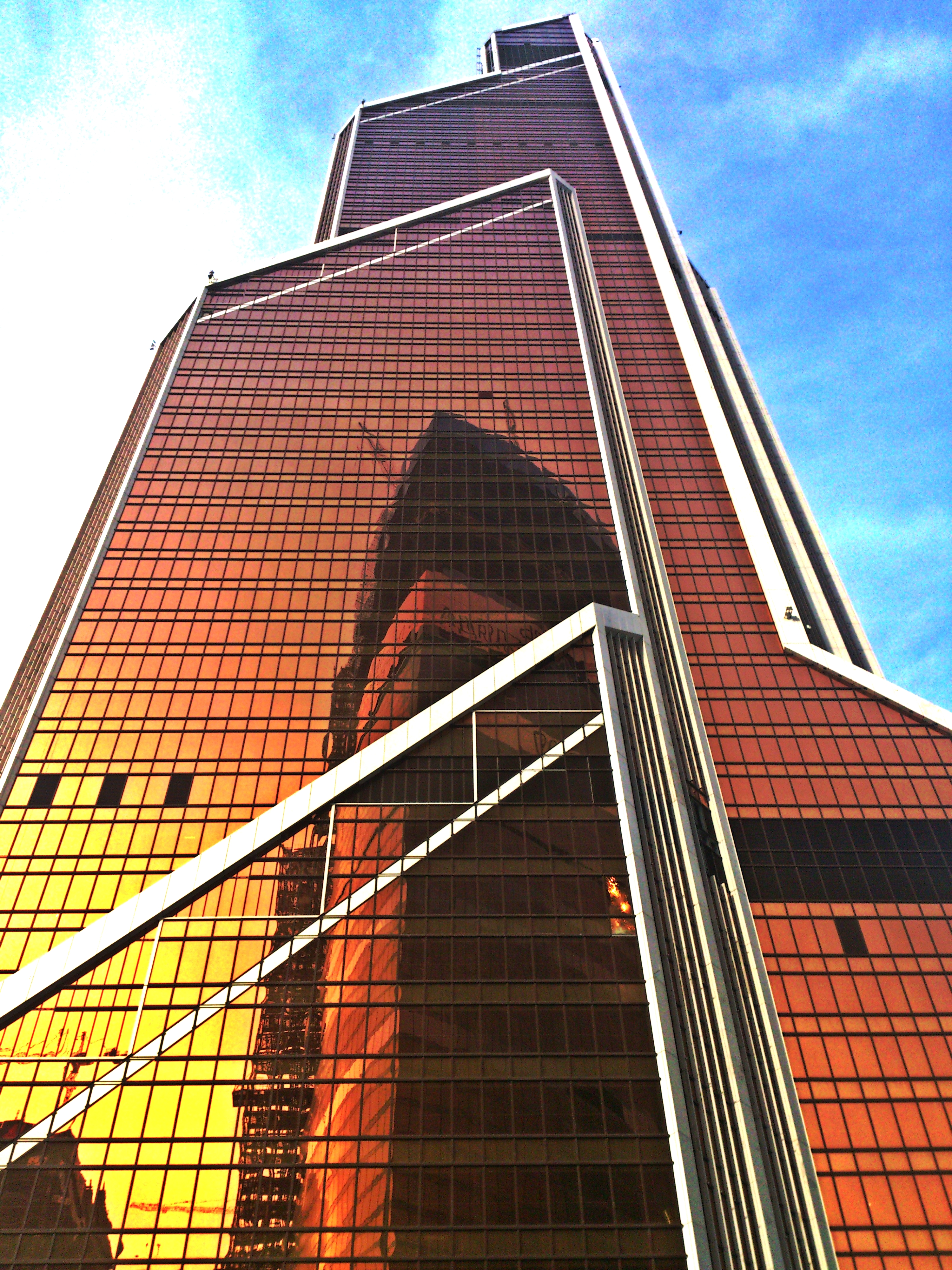
7 июля 2013

## Проектировочные особенности
По утверждению Фрэнка Уильямса, башня Меркурий должна была стать первым действительно «экологичным» зданием Москвы: здание было спроектировано с расчётом на освещение 75 % офисов естественным светом в дневное время, включало систему забора дождевой воды для последующего использования, а около 10 % материалов, использованных при строительстве, были произведены в радиусе 300 километров от строительной площадки. Для большей надёжности в здании были предусмотрены 2 независимых железобетонных каркаса, что сделало Меркурий устойчивым к землетрясениям силой до 6 баллов. На уровне 67—68 этажей здания был установлен медиафасад, собранный из 2 миллионов светодиодов.Это самый высокий медиафасад в Европе.

## История
Проект башни Меркурий был совместно разработан американским специалистом в области высотного строительства Фрэнком Уильямсом и коллективом «Моспроекта-2» под руководством Михаила Посохина. После смерти Уильямса в 2010 году его работу завершил привлечённый российской стороной голландский архитектор Эрик ван Эгераат. В интервью «Архи.ру» Эгераат предположил, что отличительная особенность башни «Меркурий» — золотой цвет остекления — была внесена в проект российскими коллегами Уильямса. Эгераат счёл неподобающим вносить существенные изменения в результаты работы коллег и сосредоточился на доработке верхних уровней здания, а также участвовал в проработке функционального решения небоскрёба (проектировании жилой, общественной и деловой функций) и разработал интерьеры общественных пространств. Над дизайном апартаментов работал Дмитрий Великовский, по проектам которого часть апартаментов получила решения в стилях фьюжн, классическом и современном, а часть апартаментов увеличенной площади на 60—65 этажах небоскрёба «Меркурий» была оставлена без отделки в расчёте на покупателей, заинтересованных в жилье по индивидуальному проекту.
Строительство башни Меркурий велось в 2005—2014 годах, причём первоначально проект собирались сдать в 2009 году, но девелопер «Меркурий девелопмент» предпочёл замедлить работы, чтобы не выводить объект на рынок в кризис, так что к 2009 году был завершён только нулевой цикл работ — «стена в грунте» и подземные этажи. Строительство велось с привлечением займа Сбербанк на сумму 300 миллионов долларов, что создало почву для спекуляций о возможном переходе здания в собственность банка в 2015—2016 годах. Заём был реструктурирован в 2016 году. Вся стоимость проекта оценивалась деловыми изданиями в 650 миллионов — 1 миллиард долларов.
В 2012 году, ещё до завершения работ, башня Меркурий с проектной высотой 338,8 метра (верхняя отметка конструкций — 340,1 метра) стал самым высоким зданием Европы, опередив лондонский небоскрёб The Shard высотой 310 метров, но в 2014 году уступил это звание южной башне комплекса «Око» на участке № 16 «Москва-Сити» высотой 354 метра.

В 2024 году башня загорелась, но причин пожара не нашли.

## Премии и награды
Башня Меркурий стал первым российским объектом, площадь которого рассчитана по международному стандарту Mixed Use серии стандартов BOMA (Building Owners and Managers Association) — крупнейшей североамериканской ассоциации владельцев и менеджеров коммерческой недвижимости Emporis Skyscraper Award, а также получил награду за лучшую архитектуру высотного здания в рамках премии International Property Awards Europe 2013.
В 2017 году башня Меркурий получила высшую награду International Property Awards за инфраструктуру и уровень сервиса. Небоскрёб признан лучшим пятизвёздным многофункциональным комплексом Европы.
В 2017 году престижная премия в сфере недвижимости European Property Awards признала event-площадку на 40-этаже небоскрёба — Mercury Space — «Лучшей event-площадкой для проведения премиальных событий в России» и «Лучшей event-площадкой в Европе».